# Elevhem

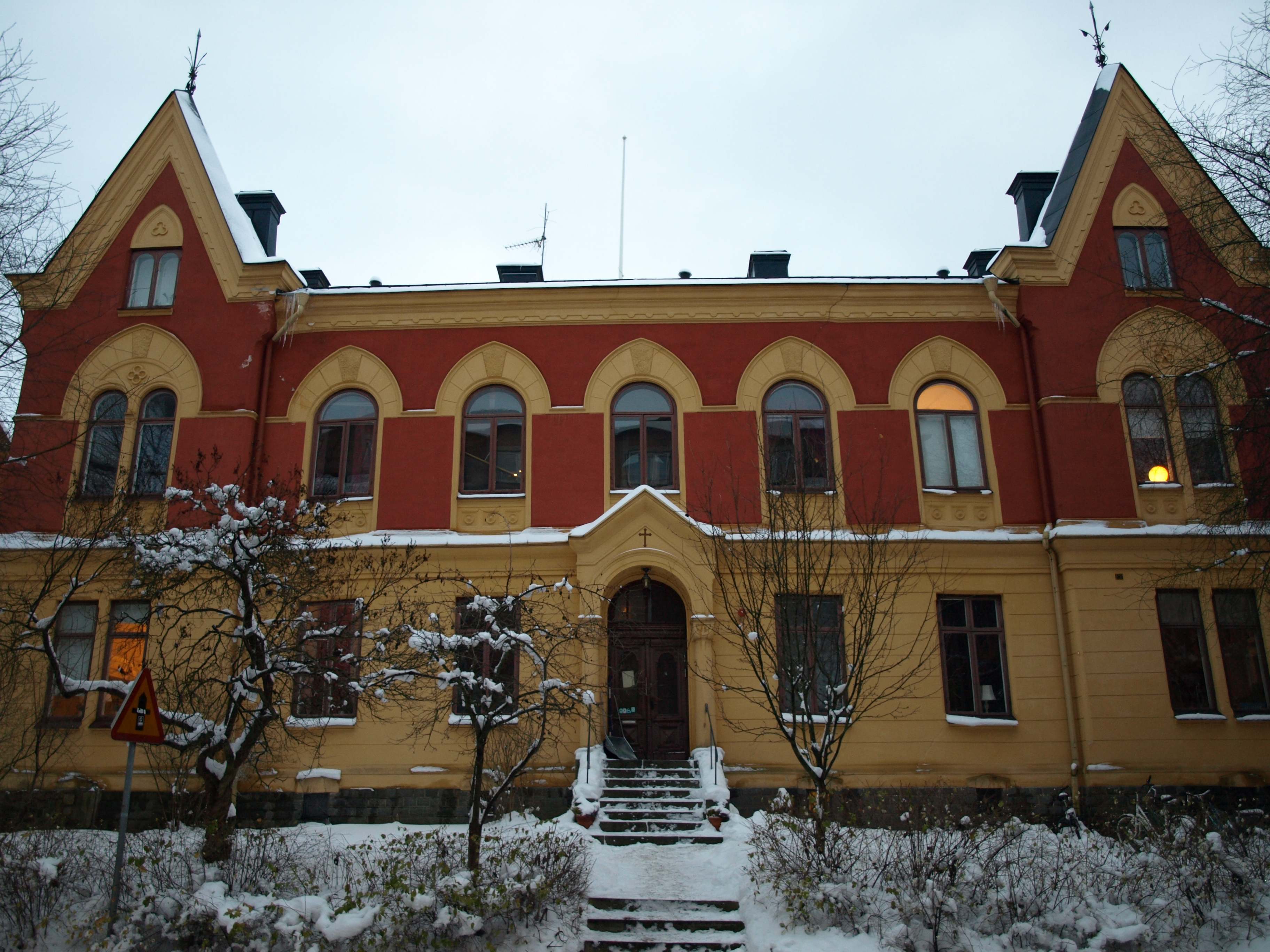
Studenthem i Uppsala

Ett elevhem är ett boende i anslutning till en skola, där elever ges möjlighet att bo under terminstid. Elever får möjlighet att använda elevhemmet exempelvis då deras vanliga bostad är belägen mycket långt från skolan, oftast på gymnasieskolnivå.
Ett elevhem kan också vara ett särskilt boende för barn och ungdomar med utvecklingsstörning, eller för rörelsehindrade elever som går i skola långt hemifrån.